# Zheng Xinling
Zheng Xinling (郑心伶; * 12. Januar 1938 in Hainan; † 7. Juli 2023 in Hainan) war ein chinesischer Pädagoge, Literaturkritiker und Hochschullehrer.
Im Jahr 1957 machte er seinen Abschluss an der Wenchang High School in Hainan und besuchte später die South China Normal University. Er arbeitete dann am Guangdong Institute of Education und hat durch seine umfassenden Studien über Lu Xun und dessen Bruder Zhou Zuoren einen bedeutenden Beitrag zur modernen chinesischen Literatur geleistet. Seine 12 Bücher über Lu Xun und Yu Dafu wurden in regulären Verlagen veröffentlicht. Er war einer der Preisträger des Chinesischen Buchpreises (1989).
Er starb am 7. Juli 2023 im Alter von 85 Jahren.